# Čierna Lehota (Košice)
Čierna Lehota (in ungherese Szabados) è un comune della Slovacchia facente parte del distretto di Rožňava, nella regione di Košice.